# Billboardlistans förstaplaceringar 2016

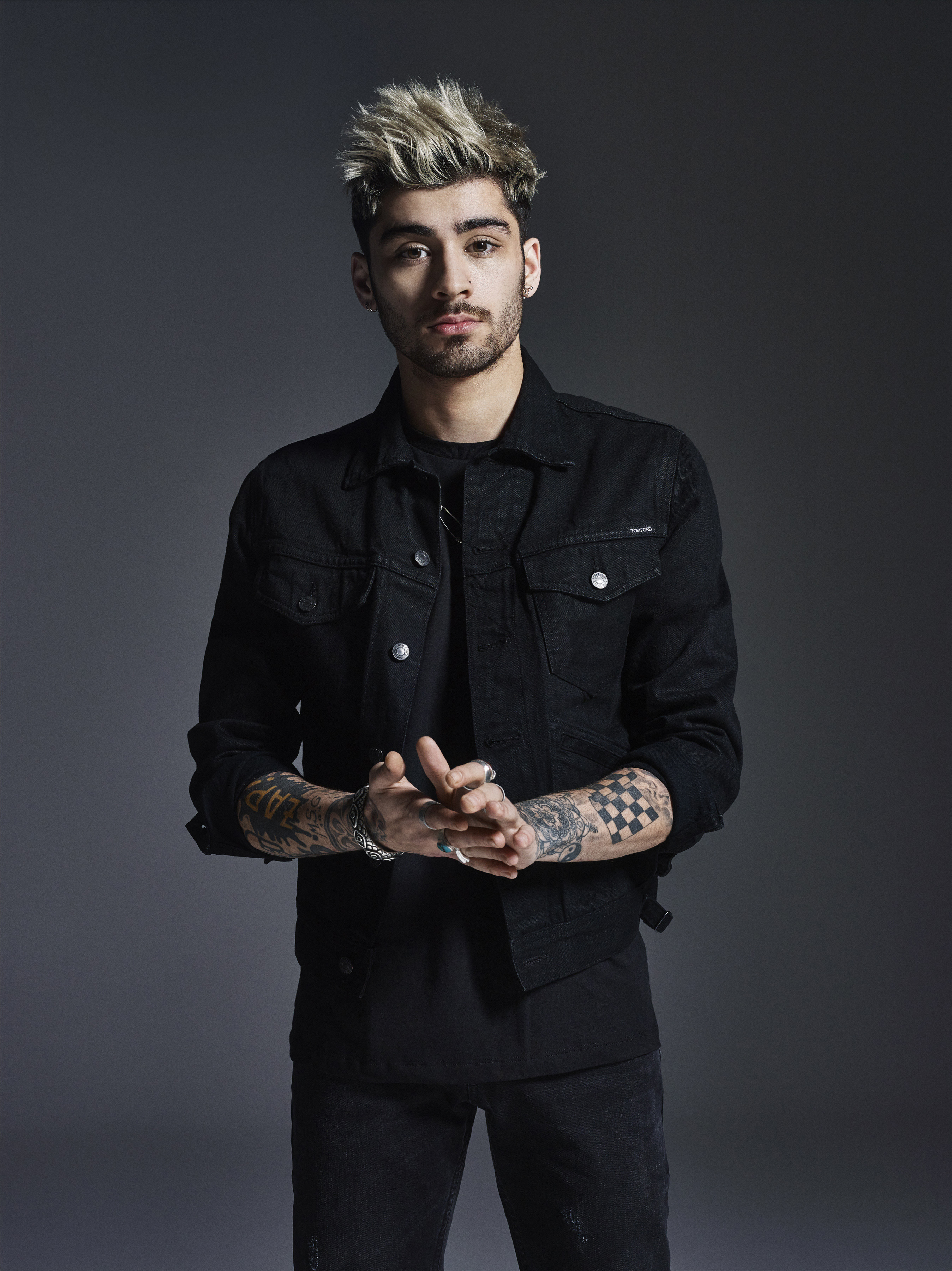
Zayn

Billboardlistans förstaplaceringar 2016 innebar att nio olika artister fick sin första singeletta i USA på Billboards lista Billboard Hot 100, som huvudartist eller "featuring": Zayn, Desiigner, WizKid, Kyla, Sia, The Chainsmokers, Halsey, Rae Sremmurd och Gucci Mane.
Den låt som låg längst som etta var Closer av The Chainsmokers och Halsey som låg 12 veckor där. Trots detta blev istället Love Yourself av Justin Bieber etta på årsslutlistan 2016. 
Rihanna fick sin fjortonde etta med låten Work tillsammans med Drake. Detta gör henne till den artisten som har fjärde mest ettor på Billboard.
Drake var även den som spenderade mest tid som etta på Billboard, då Work var etta 9 veckor och One Dance i 10, vilket är totalt 19 veckor.
Zayn blev den första artisten från England att debutera på plats nummer 1, då låten Pillowtalk gjorde det i februari och blev den tjugofemte låten att göra det.
Justin Timberlakes låt Can’t Stop The Feeling! debuterade också som nummer 1 och blev den tjugosjätte låten att göra det. Det blev hans femte etta på Billboard.

## Listhistorik
| Datum        | Låt                       | Artist(er)                        | Referens |
| ------------ | ------------------------- | --------------------------------- | -------- |
| 2 januari    | "Hello"                   | Adele                             | [ 2 ]    |
| 9 januari    | "Hello"                   | Adele                             | [ 3 ]    |
| 16 januari   | "Hello"                   | Adele                             | [ 4 ]    |
| 23 januari   | "Sorry"                   | Justin Bieber                     | [ 5 ]    |
| 30 januari   | "Sorry"                   | Justin Bieber                     | [ 6 ]    |
| 6 februari   | "Sorry"                   | Justin Bieber                     | [ 7 ]    |
| 13 februari  | "Love Yourself"           | Justin Bieber                     | [ 8 ]    |
| 20 februari  | "Pillowtalk"              | Zayn                              | [ 9 ]    |
| 27 februari  | "Love Yourself"           | Justin Bieber                     | [ 10 ]   |
| 5 mars       | "Work"                    | Rihanna featuring Drake           | [ 11 ]   |
| 12 mars      | "Work"                    | Rihanna featuring Drake           | [ 12 ]   |
| 19 mars      | "Work"                    | Rihanna featuring Drake           | [ 13 ]   |
| 26 mars      | "Work"                    | Rihanna featuring Drake           | [ 14 ]   |
| 2 april      | "Work"                    | Rihanna featuring Drake           | [ 15 ]   |
| 9 april      | "Work"                    | Rihanna featuring Drake           | [ 16 ]   |
| 16 april     | "Work"                    | Rihanna featuring Drake           | [ 17 ]   |
| 23 april     | "Work"                    | Rihanna featuring Drake           | [ 18 ]   |
| 30 april     | "Work"                    | Rihanna featuring Drake           | [ 19 ]   |
| 7 maj        | "Panda"                   | Desiigner                         | [ 20 ]   |
| 14 maj       | "Panda"                   | Desiigner                         | [ 21 ]   |
| 21 maj       | "One Dance"               | Drake featuring Wizkid och Kyla   | [ 22 ]   |
| 28 maj       | "Can't Stop the Feeling!" | Justin Timberlake                 | [ 23 ]   |
| 4 juni       | "One Dance"               | Drake featuring Wizkid och Kyla   | [ 24 ]   |
| 11 juni      | "One Dance"               | Drake featuring Wizkid och Kyla   | [ 25 ]   |
| 18 juni      | "One Dance"               | Drake featuring Wizkid och Kyla   | [ 26 ]   |
| 25 juni      | "One Dance"               | Drake featuring Wizkid och Kyla   | [ 27 ]   |
| 2 juli       | "One Dance"               | Drake featuring Wizkid och Kyla   | [ 28 ]   |
| 9 juli       | "One Dance"               | Drake featuring Wizkid och Kyla   | [ 29 ]   |
| 16 juli      | "One Dance"               | Drake featuring Wizkid och Kyla   | [ 30 ]   |
| 23 juli      | "One Dance"               | Drake featuring Wizkid och Kyla   | [ 31 ]   |
| 30 juli      | "One Dance"               | Drake featuring Wizkid och Kyla   | [ 32 ]   |
| 6 augusti    | "Cheap Thrills"           | Sia featuring Sean Paul           | [ 33 ]   |
| 13 augusti   | "Cheap Thrills"           | Sia featuring Sean Paul           | [ 34 ]   |
| 20 augusti   | "Cheap Thrills"           | Sia featuring Sean Paul           | [ 35 ]   |
| 27 augusti   | "Cheap Thrills"           | Sia featuring Sean Paul           | [ 36 ]   |
| 3 augusti    | "Closer"                  | The Chainsmokers featuring Halsey | [ 37 ]   |
| 10 september | "Closer"                  | The Chainsmokers featuring Halsey | [ 38 ]   |
| 17 september | "Closer"                  | The Chainsmokers featuring Halsey | [ 39 ]   |
| 24 september | "Closer"                  | The Chainsmokers featuring Halsey | [ 40 ]   |
| 1 oktober    | "Closer"                  | The Chainsmokers featuring Halsey | [ 41 ]   |
| 8 oktober    | "Closer"                  | The Chainsmokers featuring Halsey | [ 42 ]   |
| 15 oktober   | "Closer"                  | The Chainsmokers featuring Halsey | [ 43 ]   |
| 22 oktober   | "Closer"                  | The Chainsmokers featuring Halsey | [ 44 ]   |
| 29 oktober   | "Closer"                  | The Chainsmokers featuring Halsey | [ 45 ]   |
| 5 november   | "Closer"                  | The Chainsmokers featuring Halsey | [ 46 ]   |
| 12 november  | "Closer"                  | The Chainsmokers featuring Halsey | [ 47 ]   |
| 19 november  | "Closer"                  | The Chainsmokers featuring Halsey | [ 48 ]   |
| 26 november  | "Black Beatles"           | Rae Sremmurd featuring Gucci Mane | [ 49 ]   |
| 3 december   | "Black Beatles"           | Rae Sremmurd featuring Gucci Mane | [ 50 ]   |
| 10 december  | "Black Beatles"           | Rae Sremmurd featuring Gucci Mane | [ 51 ]   |
| 17 december  | "Black Beatles"           | Rae Sremmurd featuring Gucci Mane | [ 52 ]   |
| 24 december  | "Black Beatles"           | Rae Sremmurd featuring Gucci Mane | [ 53 ]   |
| 31 december  | "Black Beatles"           | Rae Sremmurd featuring Gucci Mane | [ 54 ]   |